# Williams FW11B
La Williams FW11B fu la vettura da competizione utilizzata nel Campionato mondiale di Formula 1 1987 dalla Williams F1, con la quale ottenne il titolo piloti e costruttori.

## FW11 evoluzione
La FW11B era molto simile alla vettura usata l'anno precedente fatta eccezione per il nome, che si distingueva da quello della vecchia Williams FW11 solo per la B in più nella sigla. Questa scelta dipese da vari fattori, ma uno dei più importanti fu senza dubbio il fatto che la vettura si fosse dimostrata estremamente competitiva tanto che l'anno prima vinse più gare di qualsiasi altra macchina: nel 1986 ottenne così senza problemi il mondiale costruttori e solo per caso non riuscì a vincere anche il mondiale piloti.
Come detto, essendo un'evoluzione della monoposto della stagione precedente, la FW11B non si discostava molto dalla sua progenitrice nonostante presentasse delle piccole differenze: i progettisti Patrick Head e Frank Dernie migliorarono il sistema di raffreddamento del motore, che in un qualche occasione causò dei ritiri, disegnando delle feritoie più grandi per lo smaltimento termico dei radiatori. Il muso fu ridisegnato, reso più a punta e spiovente rispetto al muso del 1986, elemento che consente di distinguere facilmente, dalla vista anteriore, la FW11B dalla FW11: la versione B è colorata in punta di blu fin sotto, rispetto alla versione originaria che è bianca, con il blu che si ferma all'attacco dell'ala.  Allo stesso tempo, per migliorare l'aderenza dell'avantreno, utilizzarono un alettone anteriore con delle paratie laterali maggiorate, in modo da incrementare la deportanza. Inoltre si cercò di sfruttare al massimo l'effetto Venturi sotto la scocca, con un nuovo disegno del fondo piatto ed una scanalatura sotto le pance laterali. La Honda cercò invece di migliorare il V6 biturbo, che ora consumava meno e manteneva livelli di potenza abbastanza elevati, nonostante le nuove restrizioni tecniche sui propulsori.
Esteticamente, la FW11 e la FW11B sono distinguibili lateralmente, rispettivamente, dalla presenza dello sponsor Austin Rover sulla fiancata sotto l'abitacolo, che nel 1987 fece posto allo sponsor Barclay con la banda rossa.

## Due titoli in un anno

Gli uomini Williams esaminano la FW11B di Nelson Piquet a Imola, dopo l'incidente occorso al brasiliano alla curva Tamburello nelle prove del venerdì, che gli impedirà di prendere parte la domenica seguente al Gran Premio di San Marino 1987

La decisione di mantenere quasi totalmente l'auto invariata si rivelò vincente per la Williams: la squadra fu di gran lunga superiore a tutte le altre, lasciando agli avversari solo le briciole. Delle 16 gare disputate, la Williams ne vinse 9 mentre le restanti se le spartirono McLaren, Lotus e Ferrari, le quali potevano battersi solo per il secondo posto, vista l'egemonia della squadra di Sir Frank Williams.
Un dato spaventoso è quello che riguarda le pole position; nel 1986 andarono quasi tutte ad Ayrton Senna e alla sua Lotus, che in qualifica era una spanna sopra a tutti gli altri, ma nel 1987 la Williams, con un'auto praticamente più vecchia di un anno rispetto alla concorrenza, conquistò 12 pole su 16: Nigel Mansell e Nelson Piquet risultarono essere estremamente regolari e grazie a ben quattro doppiette incrementarono al massimo il vantaggio nella classifica costruttori. Piquet in particolare si dimostrò molto costante, dato che concluse 13 gare su 16 (più di ogni altro pilota), e in 12 occasioni andò a punti, salendo 11 volte sul podio. Per 9 gare consecutive (dal Gran Premio di Monaco al Gran Premio del Portogallo), andò a podio e per 8 gare consecutive (dal Gran Premio di Monaco al Gran Premio d'Italia), concluse le corse in prima o seconda posizione.
Mansell non terminò tante gare quanto il compagno, a causa di incidenti e ritiri legati a questioni tecniche, però vinse più gare. Tuttavia non riuscì a vincere il titolo, che andò a Piquet, e la Williams si aggiudicò sia il campionato costruttori che quello piloti in un solo anno.
Nella penultima gara dell'anno a Suzuka, Mansell uscì di pista durante le prove di qualificazione, e andò ad impattare violentemente contro le barriere di contenimento a bordo pista. Questo incidente causò un infortunio al pilota, che non poté prendere parte alla corsa, e non si presentò nemmeno all'ultimo gran premio stagionale in Australia. In questo modo Piquet vinse il titolo, anche perché nessun altro pilota, aveva punti a sufficienza per contrastarlo. Piquet ottiene il suo terzo ed ultimo mondiale, dopo il quale lasciò la Williams per trasferirsi alla Lotus, in quanto all'interno della squadra britannica non si trovava più a proprio agio, e i suoi tecnici mostravano insofferenza nei suoi confronti, preferendo alle sue vittorie, quelle di Mansell il quale è inglese.
Mansell venne sostituito nell'ultima gara da Riccardo Patrese, che nonostante non avesse brillato, poiché partì settimo e chiuse nono (dunque senza punti), sarà il compagno di Mansell l'anno seguente sempre alla Williams.

## Statistiche
- campionati disputati: 1
- anno: 1987
- gran premi disputati: 16
- partenze: 16 (Nelson Piquet), 14 (Nigel Mansell), 1 (Riccardo Patrese)
- giri più veloci in gara: 7 (Record del 1987), 4 (Nelson Piquet), 3 (Nigel Mansell)
- pole position: 12 (record del 1987), 8 (Nigel Mansell), 4 (Nelson Piquet)
- vittorie: 9 (record del 1987), 6 (Nigel Mansell), 3 (Nelson Piquet)
- podi: 18 (record del 1987), 11 (Nelson Piquet), 7 (Nigel Mansell)
- piazzamenti a punti: 21 (record del 1987), 12 (Nelson Piquet), 9 (Nigel Mansell)
- punti: 137 (record del 1987), 73 (Nelson Piquet), 61 (Nigel Mansell) N.B. Piquet ottenne 76 punti, ma il regolamento consentiva ai piloti di sommare solo gli 11 risultati migliori, tuttavia per la classifica costruttori venivano sommati tutti i punti effettivamente ottenuti dai piloti.
- piazzamento in campionato: 1°
- titoli: campione del Mondo piloti e costruttori di Formula Uno 1987

## Piloti
- Nigel Mansell -  Regno Unito - n°5
- Nelson Piquet -  Brasile - n°6
- Riccardo Patrese -  Italia - seconda guida nel Gran Premio d'Australia, l'ultimo del 1987

## Scheda tecnica Williams FW11B
Motore
- Honda RA 167E biturbo 1500 cm³, posteriore centrale longitudinale
- 6 cilindri a V di 60°
- distribuzione bialbero a camme in testa per fila di cilindri
- 24 valvole
- 4 valvole per cilindro, 2 di aspirazione, 2 di scarico
- raffreddato ad acqua
- lubrificazione a carter secco
- potenza massima in gara 850 CV a 12000 giri/minuto, in qualifica 1000 CV a 11000 giri/minuto

Trasmissione
- trazione posteriore
- frizione multidisco
- cambio Hewland meccanico manuale, a 6 marce+retromarcia

Autotelaio
- monoscocca in materiali compositi
- sospensione anteriore a ruote indipendenti, quadrilateri deformabili, comando molleggio a puntone o "push-rod"
- sospensione posteriore a ruote indipendenti, quadrilateri deformabili, comando molleggio a puntone o "push-rod"
- 4 freni a disco Hitco/Lockheed in carbonio
- sterzo a cremagliera
- serbatoio carburante 195 litri
- pneumatici anteriori Good Year 25.10-13"
- pneumatici posteriori Good Year 26.15-13"

Dimensioni e peso
- passo 2794 mm
- carreggiata anteriore 1803 mm
- carreggiata posteriore 1651 mm
- peso 540 kg